# Galeria Fundana
Galeria Fundana (circa 40 – post 69) è stata un'imperatrice romana.
Fu l'unica imperatrice romana durante l'Anno dei Quattro Imperatori nel 69, per soli dieci mesi.

## Biografia
Figlia di un ex pretore, fu la seconda moglie dell'imperatore romano Vitellio.
Aveva un'abitazione a Roma sull'Aventino ed ebbe due figli nel matrimonio con Vitellio, un figlio di nome Vitellio Germanico e una figlia il cui nome non si è conservato ma generalmente chiamata Vitellia.
Tacito, che scredita Vitellio, sostiene che Galeria era una donna di «virtù esemplare che non aveva preso parte agli orrori compiuti da Vitellio».
Quando, nel 69, Vitellio cominciò la lotta per conquistare il potere, Galeria era con la figlia Vitellia a Roma. L'imperatore Otone adottò misure per proteggere e garantire la sicurezza della famiglia del suo avversario.
Nel 69, dopo la prima battaglia di Bedriaco nella quale Vitellio sconfisse Otone e fu proclamato imperatore dalle sue legioni in Gallia, Galeria e i suoi figli andarono da lui a Lugdunum. 
Qui Vitellio diede al figlio di soli sei anni (e affetto da una forte balbuzie che quasi gli impediva di parlare) il titolo di Germanico e lo designò come suo successore. Germanico fu ucciso durante la ribellione delle legioni che sostenevano Vespasiano, insieme a Vitellio stesso. A Galeria fu risparmiata la vita ed ebbe il permesso di prendersi cura del corpo del marito al quale i soldati avevano negato la sepoltura.